# Le Vaumain
Le Vaumain település Franciaországban, Oise megyében. Lakosainak száma 409 fő (2022. január 1.). Le Vaumain Boutencourt, Flavacourt és Labosse községekkel határos.

## Népesség
A település népességének változása:
| Lakosok száma | 350  | 355  | 364  | 372  | 388  | 403  | 405  | 407  | 409  |
|               | 2013 | 2015 | 2016 | 2017 | 2018 | 2019 | 2020 | 2021 | 2022 |